# بربارة تايلور بومان
بربارة تايلور بومان (بالإنجليزية: Barbara T. Bowman)‏ هي كاتِبة أمريكية، ولدت في 30 أكتوبر 1928 في شيكاغو في الولايات المتحدة.